# Isla Northbrook
La isla Northbrook (en ruso,  Остров Нортбрук, Ostrov Nortbruk) es una isla de Rusia localizada en  el extremo meridional del archipiélago de Francisco José. Su punto más alto alcanza los 344 m s. n. m.
La isla Northbrook es una de las localizaciones más accesibles en el grupo de islas, de ahí que a menudo se convirtiera en la base principal para alguna de las expediciones polares de finales del siglo XIX y principios del XX.
La isla recibe su nombre por Thomas Baring (1826-1904), conde de Northbrook, que fue presidente de la Royal Geographical Society entre 1890 y 1893.

## Historia
El cabo Flora, ubicado en una zona sin glaciares en el extremo suroeste de la isla Northbrook (79°57′N 50°05′E) es históricamente significativo. El explorador británico Benjamin Leigh Smith naufragó en el cabo Flora en el año 1881. Aquí tuvo lugar en 1896 el encuentro casual entre los exploradores Fridtjof Nansen y Frederick George Jackson. Jackson lideraba la expedición Jackson-Harmsworth, con base en el cabo Flora, cuando ocurrió esto, el 17 de junio de 1896.
Un cabo al norte de la isla (80°55'N) recibió el nombre de cabo Bruce, por William Speirs Bruce, el zoólogo y oceanógrafo escocés que había formado parte de la expedición Jackson-Harmsworth.
En 1904 se explotó carbón a alrededor de 150 m en las laderas por exploradores de la expedición polar Ziegler-Fiala que pasaban el invierno allí después de que se hundiera su barco en la isla del Príncipe Rodolfo. 
Después de una terrible experiencia, el navegante Valerian Albanov y el marinero Alexander Konrad, los únicos supervivientes de la malhadada expedición del Santa Ana, acabaron en el cabo Flora en 1914. Albanov y Konrad fueron rescatados a tiempo por el San Foka, mientras que se estaban preparando para el invierno.

## Islas vecinas
- Ostrov Robertsona o isla Robertson (Остров Робертсона). Es una pequeña isla que queda justo fuera de la costa este de la isla Northbrook, cerca de su extremo más oriental. Esta isla recibe su nombre del explorador antártico escocés el capitán Thomas Robertson de la Expedición Antártica Nacional Escocesa del año 1904 a las islas Órcadas del Sur en el barco Scotia.

- Ostrov Novyy. Otra pequeña isla situada a menos de dos kilómetros al sursudoeste de Robertson, más cerca de la orilla.

Ambas islas tienen menos de un kilómetro de longitud.